# Я плюю на ваши могилы 2
«Я плюю на ваши могилы 2» (англ. I Spit on Your Grave 2) — американский фильм ужасов, триллер 2013 года, режиссёра Стивена Монро. Сиквел фильма 2010 года, снятого тем же режиссёром.
Мировая премьера состоялась 25 августа 2013 года, в России 5 сентября 2013 года. Рейтинг MPAA — R.

## Сюжет
Кэти Картер, уроженка штата Миссури, работает официанткой в кафе в Нью-Йорке. Она мечтает о карьере фотомодели и пытается пробиться в агентства, однако её портфолио оставляет работодателей равнодушными. Ей советуют сделать новое, более оригинальное портфолио, но цена его просто огромна. Кэти подворачивается объявление о бесплатных фотосессиях. Позвонив, она узнаёт, что необходимо прислать фото в обмен на адрес студии. Кэти на следующий день, утром, приезжает в офис, где встречает трёх братьев-фотографов — Ивана, Николая и Георгия, выходцев из Болгарии.
В студии, сделав несколько снимков, Иван предлагает Кэти «добавить сексуальности», сняв платье. Девушка возмущена и отказывается, уходя из офиса без фотографий. Через некоторое время к Кэти домой приходит Георгий с флешкой. Он говорит Кэти, что на флешке её фотографии, и, пытаясь добиться её расположения, добавляет, что якобы стёр её фотографии с компьютера в студии. Кэти забирает флешку, но Георгия к себе не пускает.
Однажды ночью Кэти просыпается от того, что её кто-то фотографирует. Этим человеком оказывается Георгий, который проник к ней в квартиру, когда она выносила мусор. Кэти оглушает его электрошокером. Она пытается выбежать из квартиры, но Георгий успевает её поймать, после чего пытается изнасиловать. На шум прибегает её молодой сосед, которого Георгий убивает, а после связывает и насилует Кэти. Становится понятно, что Георгий — душевнобольной, и не всегда отдаёт себе отчёт в том, что делает. Он звонит братьям и просит их приехать. Они приезжают, осматривают труп и суют девушке в рот наркотики.
Очнувшись, Кэти обнаруживает, что она пристёгнута наручниками к трубе в подвале, а её насилует Николай. В подвал входит Георгий и пытает Кэти. Её опять пичкают наркотиками. Кэти просыпается от того, что её окатывает водой Иван, требуя помыться. Она отказывается, и её снова накачивают наркотиками. Оставшийся Георгий, пытаясь утешить плачущую Кэти, обещает принести ей одежду. Кэти остаётся одна, и её взгляд падает на окно под потолком. Девушка вызывает рвоту, а к возвращению Георгия притворяется спящей. Георгий отстёгивает наручники, а Кэти бьёт его по голове ведром.
Девушка вылезает в окно и выбегает на улицу босиком. Она обнаруживает себя в Болгарии. Её находит детектив и отвозит в участок. В это же время банда обнаруживает, что ее жертва сбежала. В участке Кэти требует, чтобы её отвели в посольство. Вскоре приходит женщина по имени Анна, назвавшая себя сотрудницей реабилитационного центра для женщин, подвергшихся насилию, и предлагает Кэти поехать к ней домой. Привезя Кэти к себе, Анна говорит, что в подвале найдётся много одежды. Но, спустившись, Кэти понимает, что Анна оказывается сообщницей тех бандитов.
В подвал приходит Валько, заплативший Анне, и пытает девушку электрошокером, а затем насилует. Анна в это время включает музыку и садится в кресло вместе с куклой. К окровавленной девушке спускается Иван, которому Кэти даёт пощёчину. Он разбивает её лицо в кровь. Запихнув полумёртвую Кэти в сундук, бандиты заживо хоронят её в подвале дома.
Закопанный ящик проваливается в канализационный тоннель, и Кэти выбиратся из него. Она скитается по катакомбам, случайно проникнув через потайной ход в дом к православному священнику. Он предлагает Кэти еду и одежду. Среди вещей Кэти находит Библию, которую вскоре оставляет в церкви. На раскрытой странице Священник читает: «Дорогие мои, не мстите сами, но дайте выход гневу, потому что написано: месть принадлежит Мне и Я за всё воздам, — сказал Господь». Он понимает, что девушка готова что-то совершить.
Кэти проникает в дом своих мучителей и похищает их деньги, а затем выслеживает их одного за другим. Сначала она завлекает в катакомбы Георгия и связывает его. Кэти режет ему лицо, живот и ноги, а затем мажет раны фекальными массами из трубы, чтобы вызвать заражение крови. Тем временем обеспокоенный священник рассказывает детективу о своих подозрениях насчёт Кэти, попросив помочь ей.
В ночном клубе Кэти нападает на Николая и топит его в полном унитазе. Навестив Георгия, она растравляет палкой его гноящиеся раны и затыкает ему тряпкой рот.
Встретив на богослужении в храме Валько, она также заманивает его в катакомбы, оглушив и привязав к койке, после чего пытает электрошокером, а затем, засунув в рот канализационный трос и включив трансформатор на полную мощность, сжигает до смерти. Затем она снимает на телефон распухшие раны Георгия.
Анна, придя домой, обнаруживает, что всё разбито и перевёрнуто вверх дном. Она идёт в подвал, где встречается с Кэти, которая сталкивает её в подземелье. Очнувшись, Анна обнаруживает себя сидящей в ящике, после чего Кэти демонстрирует ей умирающего в мучениях сына Георгия.
Иван спускается в подвал, обнаружив ведущую в подземелье дыру. Разыскивая Анну, он обнаруживает полумёртвого Георгия, но Кэти оглушает палкой и его. Придя в себя, Иван обнаруживает, что привязан к столу, после чего Кэти вырывает плоскогубцами его сосок и сплющивает в тисках мошонку.
Тем временем детектив проникает в катакомбы, где слышит вопли Ивана и находит Кэти. Он наводит на девушку пистолет, но после того как Ивану удаётся освободиться и схватить Кэти, убивает того выстрелом в голову. Опустив пистолет, он просит у Кэти прощения и отпускает её. Девушка уходит, а детектив по стонам находит ящик, где обнаруживает запертую сошедшую с ума Анну.
В конце фильма Кэти входит в ворота посольства США.

## В ролях
| Актёр              | Роль        |
| ------------------ | ----------- |
| Джемма Даллендер   | Кэти Картер |
| Джо Эбсолом        | Иван        |
| Явор Бахаров       | Георгий     |
| Александр Алексеев | Николай     |
| Мэри Стокли        | Анна        |
| Питер Сильверлиф   | Валько      |
| Майкл Диксон       | Джейсон     |
| Кейси Барнфилд     | Шэрон       |

## Критика
Фильм получил отрицательные отзывы кинокритиков.

## Продолжение
В марте 2015 года было объявлено название третий части из серии — «Я плюю на ваши могилы 3». Сара Батлер вернулась к своей роли Дженнифер Хиллс из первой части. Фильм был выпущен 20 октября 2015 года на DVD и Blu-ray.